# 吉田優平
吉田 優平（よしだ ゆうへい、1996年6月6日 - ）は、岐阜県出身の日本の柔道家である。階級は73kg級。身長177cm。組み手は右組み。得意技は内股。

## 経歴
柔道は5歳の時に羽島柔道少年団で始めた。竹鼻中学3年の時に全国中学校柔道大会の73kg級で3位になった。
大垣日大高校1年の時には全日本カデで優勝したが、アジアカデでは3位にとどまった。2年の時には全日本カデの決勝で新田高校1年の立川新に敗れて2連覇はならなかった。インターハイでは決勝で帯広農業高校3年の山本悠司に敗れた。高校選手権では準決勝で神港学園神港高校2年の阿部一二三と対戦すると、GSに入ってから掬投で敗れて3位だった。3年のインターハイでは初戦で敗れた。
2015年に東海大学へ進学すると、2年の時には講道館杯で3位となった。ヨーロッパオープン・ローマでは決勝で地元イタリアの選手に一本勝ちしてシニアの国際大会初優勝を飾った。3年の時には講道館杯で3位になった。グランプリ・チュニスでは3位だった。
2019年からは自衛隊体育学校の所属となった。2021年の実業個人選手権で2位になった。2022年の講道館杯では3位だった。2023年の体重別では決勝で日体大4年の石原樹に技ありで敗れて2位だった。

## 戦績
- 2011年 -　全国中学校柔道大会 3位
- 2012年 -　全日本カデ　優勝
- 2012年 -　アジアカデ　3位
- 2013年 -　全日本カデ　2位
- 2013年 -　インターハイ　2位
- 2014年 -　高校選手権　3位
- 2016年 -　学生体重別　5位
- 2016年 -　講道館杯　3位
- 2017年 -　ヨーロッパオープン・ローマ　優勝
- 2017年 -　講道館杯　3位
- 2018年 -　グランプリ・チュニス　3位
- 2018年 -　学生体重別　5位
- 2021年 - 実業個人選手権　2位
- 2022年 -　全日本強化選手選考会　3位
- 2022年 -　講道館杯　3位
- 2023年 - 体重別　2位
- 2024年 - 体重別　3位
- 2024年 -　講道館杯　5位

(出典、JudoInside.com)